# Phyllonycteris aphylla
Phyllonycteris aphylla es una especie de murciélago de la familia Phyllostomidae.

## Distribución geográfica
Es endémica de Jamaica.